# Йозеф Сватоплук Махар
Йозеф Сватоплук Махар (*Josef Svatopluk Machar, *29 лютого 1864 —†17 березня 1942) — чеський поет, письменник, публіцист, політик.

## Життєпис
Народився у місті Колін в 1864 році. Закінчив середню школу в Празі у 1886 році. Тоді ж зарахований на військову службу, де перебував до 1889 року. Після звільнення з війська у 1891 році перебрався до Відня, де працював до 1914-го чиновником земельно-кредитної установи. Під час перебування у Відні затоваришував з лідером чеських патріотів Томашем Масариком.
Водночас став відомим як поет, представник Чеського модерна, був одним з теоретиків покоління 1890-х років. У 1895 році стає одним з авторів «Маніфесту чеського модерну», який засуджував феодально-монархічну державу.
Під час Першої світової війни брав активну участь у суспільно-політичних подіях. Виступав за припинення війни. У 1916 році його було заарештовано за антиавстрійські виступи.
Після здобуття Чехословаччиною незалежності у 1918 році призначається на посаду генерального інспектора армії. Того ж року стає членом Революційних народних зборів, де перебував до 1919 року. 1924 року пішов у відставку з посади генерального інспектора армії через конфлікт із Масариком.
З середини 1920-х років став підтримувати праві партії. В подальшому зосередив увагу на літературній та перекладацькій діяльності. Помер у 1942 році у Празі.

## Творчість
У доробку є численні статі, віршовані твори. Популярності віршів сприяла їх актуальність, чітка адресованість та сміливість.
Махар є автором 3 збірок під назвами «Confiteor» (1887—1892 роки), де піддається критиці буржуазні порядки. Цьому ж прсвячено роман у віршах «Магдалена» (1894 рік).
В збірках політичної лірики «Tristium Vindobona» (1893 рік), «Голгофа» (1901 рік), «Сатирикон» (1904 рік), «Tristium Praga» (1926 рік) відбилося розчарування Махаром сучасної йому дійсності.
В пошуках ідеалів звертався до античності, розглядаючи християнство як занепад людської культури — цикл «Совість століть» (1906—1926 роки). В основу циклу покладені збірки «В сяйві еллінського сонця» і «Отрута з Юдеї» (обидва 1906 року), в яких внутрішня свобода, оптимізм, гармонія інтересів людини античного світу протиставляються похмурому аскетизму і культу посмертного життя християнства. В подальших збірках — «Варвари», «Поганське багаття», «Апостоли» (усі 1911 рік) поет звертається до Середньовіччя, італійського Відродження, Реформації та Контрреформації, представляючи еволюцію людства у вигляді спіралі.
Махар є автором спогадів «Сповідь літератора» (1901 рік), антиклерикальної публіцистики і сатири: «Рим» (1907 рік), «Католицькі оповідання» (1911 рік), «Античність і християнство» (1919 рік).

## Стиль віршів
Махар відмовлявся від вишуканості і витонченості форми, користується простою строфікою, переважно чотиривіршами, якщо ж вдається до більш складних форм (сонет, олександрійський вірш), вони тільки посилюють відчуття гротескності.
У його віршах слово позбавлено метафоричності, орієнтуючись головним чином на основне його значення, чим наближає мову поезії до простої, розмовної, до мови публіцистичної прози.

## Переклади українською
Гусова мати ; Оріанда ; Літом через Галичину / Ярослав Врхліцький ; пер. з чес. І. Франка // Зв'язки Івана Франка з чехами та словаками / Упор. М. Мольнар та М. Мундяк. — Братислава: Словацьке вид-во худ. літ-ри, 1957. — С. 161—217.
[Вірші]. В кн.: Франко І. Зібрання творів, т. 11. К., 1978.
[Вірші]. В кн.: Кочур Г. Друге відлуння. К., 1991.
Гусова мати: поезія / Ян Сватоплюк Махар ; переклав. Ів. Франко // Літературно-науковий вістник. — 1898. — Т. 1. — С. 329—332.
Оріанда / Ян С. Махар ; з чес. переклав [та комент. написав] Іван Франко // Літературно-науковий вістник. — 1904. — Т. 30. — С. 94–95.